# پی‌بی‌اس

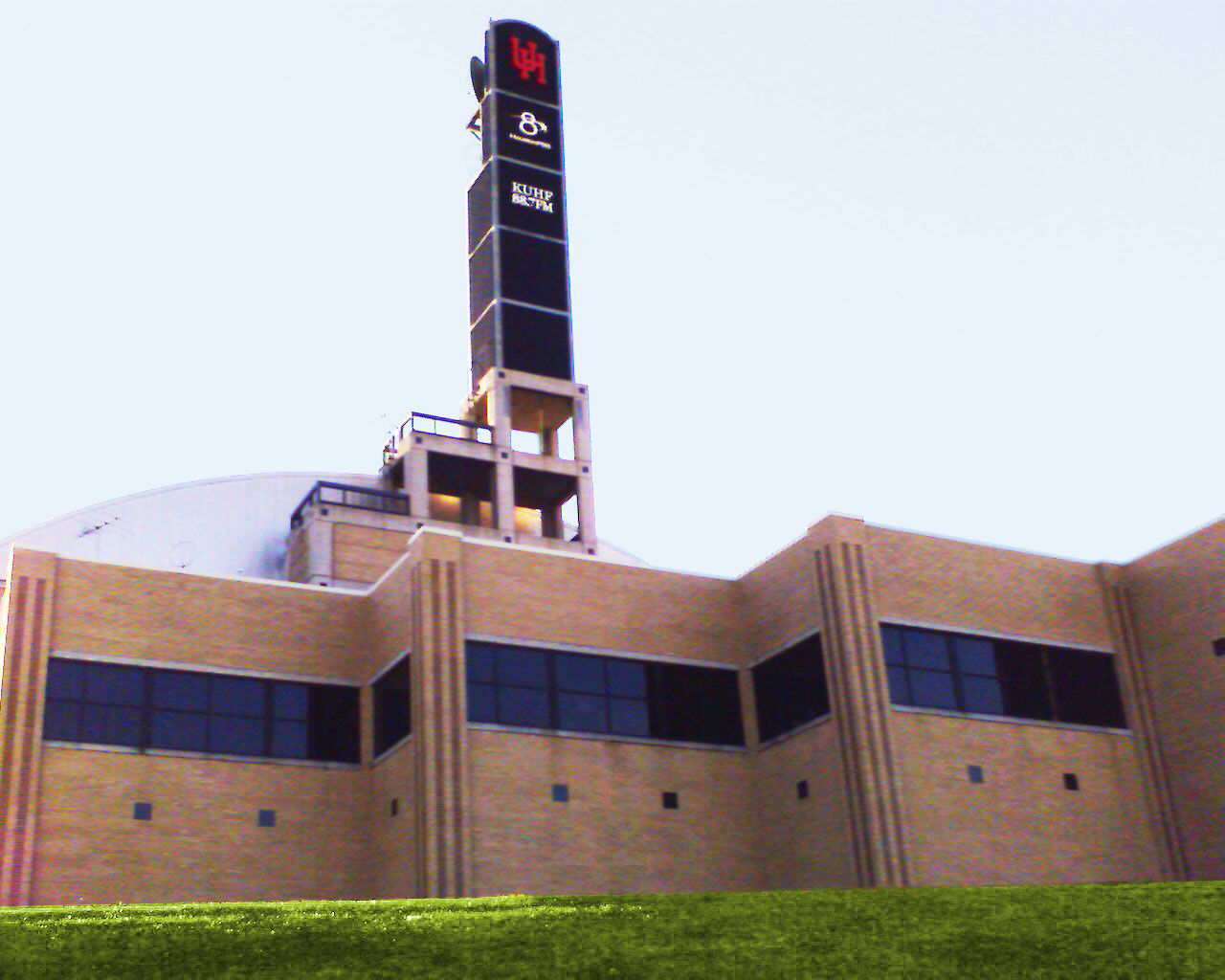
استودیوی پی بی اس شعبهٔ هیوستون در تگزاس

شبکه پی‌بی‌اس (به انگلیسی: مخفف Public Broadcasting Service) (سرویس پخش عمومی) یکی از بزرگ‌ترین شبکه‌های رادیویی و تلویزیونی آمریکایی است. این شبکه در سال ۱۹۷۰ ایجاد شد.
از برنامه‌های پرطرفدار آن ساعت خبری با جیم لهرر و آستین سیتی لیمیتز را می‌توان نام برد.